# Alaeddine Yahia
Alaeddine Yahia (* 26. September 1981 in Colombes) ist ein tunesischer ehemaliger Fußballspieler.
Er spielte zuvor bei diversen Vereinen in Frankreich und kommt mittlerweile auf 217 Erstligaspiele mit 9 geschossenen Toren. Auch in Liga zwei hat Yahia bisweilen 127 Spiele (11 Tore) bestritten.
Yahia spielte für die Tunesische Fußballnationalmannschaft bei den Olympischen Sommerspielen 2004. Tunesien spielte in der Gruppe C und schied in der ersten Runde als Dritter aus, hinter dem Gruppengewinner und späteren Olympiasieger Argentinien und Australien.
Von 2002 bis 2014 bestritt er insgesamt 24 Länderspiele und erzielte ein Tor.